# Matteo Maria Zuppi
Matteo Maria Zuppi (Roma, 11 de outubro de 1955) é um cardeal católico italiano da comunidade de Santo Egídio, e, desde 27 de outubro de 2015, arcebispo da Arquidiocese de Bolonha, além de ser o atual presidente da Conferência Episcopal Italiana.

## Biografia
Nascido em Roma em 11 de outubro de 1955, é o quinto dos seis filhos do jornalista Enrico Zuppo e Carla Fumagalli, sobrinha do cardeal Carlo Confalonieri.

### Formação e ministério sacerdotal
Em 1973 conheceu Andrea Riccardi, o fundador da Comunidade de Santo Egídio, e começou a colaborar com a associação primeiro em escolas populares e depois com idosos sozinhos ou com imigrantes.
Ingressando no seminário de Palestrina, obteve o bacharelado em teologia na Pontifícia Universidade Lateranense, depois se formou em Literatura e Filosofia na Universidade de Roma, com uma tese em História do cristianismo.
Foi ordenado sacerdote em 9 de maio de 1981 na catedral de Sant'Agapito mártir de Palestrina pelo bispo Renato Spallanzani. Durante dezenove anos ocupou o cargo de pároco assistente na basílica de Santa Maria in Trastevere, em Roma, da qual foi nomeado pároco até 2010. Em 2005, o cardeal Camillo Ruini o nomeou prefeito da III prefeitura de Roma, cargo que ocupou até 2010. Em 1983 tornou-se reitor da igreja de Santa Croce alla Lungara e desde 1995 trabalha como membro do conselho presbiteral. Desde 2010 desempenha o seu ministério como pároco da igreja dos Santos Simão e Judas Taddeo na Torre Ângela, uma das mais populosas da cidade, e, desde 2011, prefeito da 17ª Prefeitura de Roma. É também capelão de Sua Santidade (desde 2006) e em 2000 tornou-se assistente eclesiástico geral da Comunidade de Santo Egídio. Nesta qualidade em 1990, colaborando com Andrea Riccardi, Jaime Pedro Gonçalves e Mario Raffaelli, desempenhou o papel de mediador nas negociações entre o governo de Moçambique (então controlado pelos socialistas da Frente de Libertação de Moçambique) e a Resistência Nacional Moçambicana, envolvido na guerra civil desde 1975. A mediação conduziu a 4 de outubro de 1992, após 27 meses de negociações, à assinatura dos Acordos de Paz de Roma que sancionaram o fim das hostilidades. Para estes eventos Zuppi e Riccardi são nomeados cidadãos honorários de Moçambique. Posteriormente, continuou a operar com a chamada "diplomacia paralela" da Comunidade de Sant'Egidio.

### Ministério episcopal e cardeal

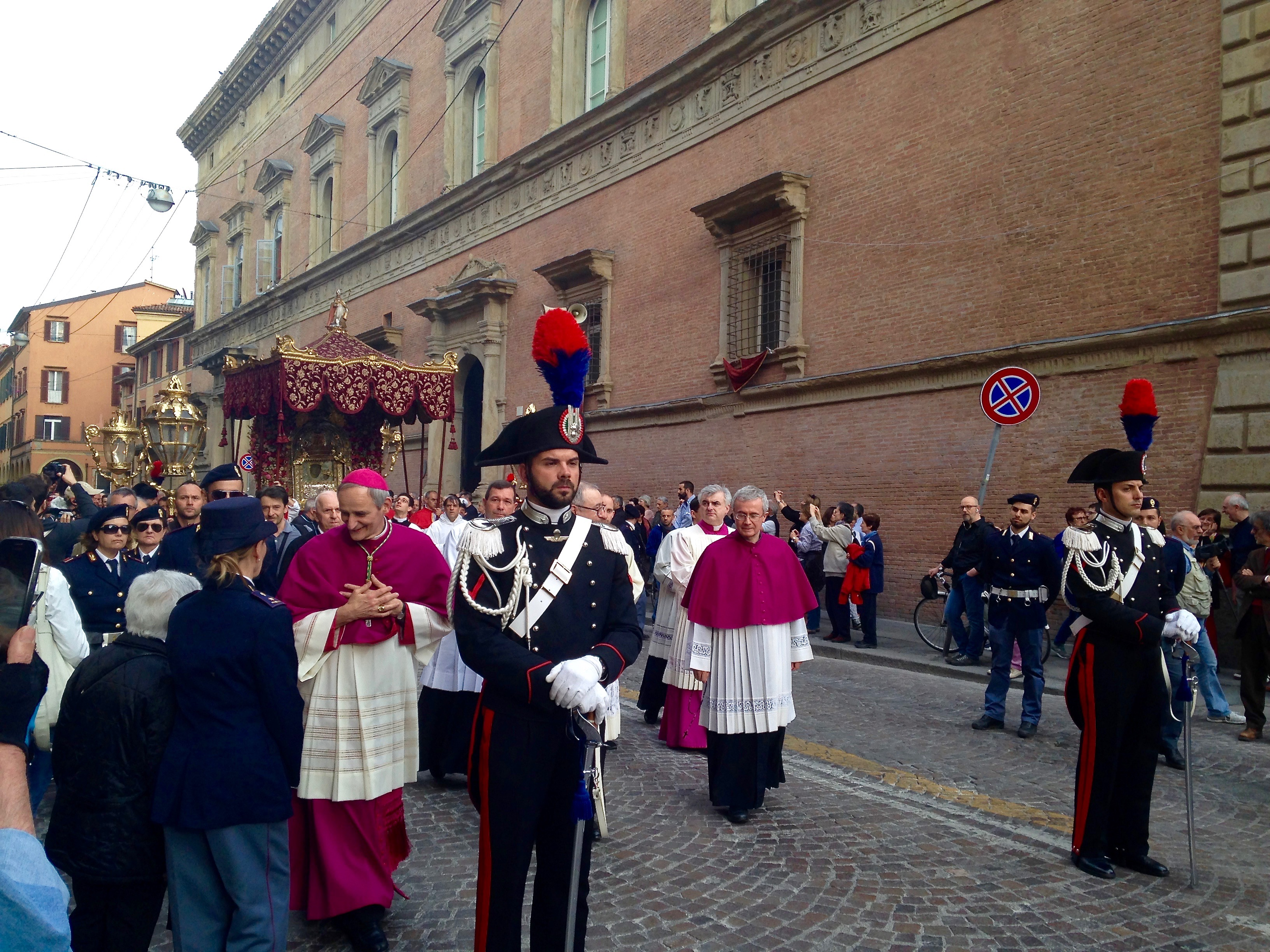
O arcebispo de Bolonha Zuppi enquanto acompanha o ícone da Madonna di San Luca ao santuário homônimo na procissão anual

Brasão do bispo

Em 31 de janeiro de 2012, o Papa Bento XVI o nomeou bispo auxiliar de Roma para o setor central e bispo titular de Villanova. Em 14 de abril de 2012 recebeu a ordenação episcopal, na Arquibasílica de São João de Latrão, pela imposição das mãos do Cardeal Agostino Vallini, dos co-consagradores Dom Giovanni Battista Pichierri e Dom Vicenzo Paglia (posteriormente Arcebispo). Ele é um dos bispos que celebrou a Missa Tridentina após o motu proprio Summorum Pontificum.
Em 27 de outubro de 2015, o Papa Francisco o nomeou arcebispo metropolitano de Bolonha; sucede o cardeal Carlo Caffarra, que renunciou devido aos limites de idade. Ele toma posse canônica da arquidiocese no dia 12 de dezembro seguinte com uma celebração solene, durante a qual ele abre a porta sagrada da Basílica de São Petrônio. Desde 11 de janeiro de 2016 é presidente da Conferência Episcopal da Emilia-Romagna.
Em 29 de junho de 2016, ele recebeu o pálio na Basílica de São Pedro no Vaticano das mãos do Papa Francisco. O pálio, segundo as disposições do Santo Padre, foi-lhe imposto pelo núncio apostólico Adriano Bernardini no dia 4 de outubro seguinte, na Basílica de São Petrônio, por ocasião da festa do santo padroeiro, na presença dos bispos das dioceses sufragâneas de Imola Tommaso Ghirelli, Ferrara-Comacchio Luigi Negri e Faenza-Modigliana Mario Toso.
Ele convoca para o Congresso Eucarístico Diocesano de 13 de novembro de 2016 a 8 de outubro de 2017.
No dia 9 de setembro de 2017, na Basílica de São Petrônio, presidiu o solene funeral de seu predecessor, o cardeal Carlo Caffarra.
No dia 1 de outubro de 2017, ele dá as boas-vindas ao Papa Francisco em uma visita pastoral a Bolonha para a conclusão do Congresso Eucarístico diocesano.
Depois de ter sido membro do XV conselho ordinário do Sínodo dos Bispos para os jovens, o Papa Francisco o nomeou membro do Dicastério para o Serviço do Desenvolvimento Humano Integral em 21 de fevereiro de 2020 e, no dia 18 de abril seguinte, membro do Administração do Patrimônio da Sé Apostólica.
Durante o Angelus de 1 de setembro de 2019, o Papa Francisco anuncia sua criação como cardeal no consistório de 5 de outubro seguinte. Recebeu o título de Santo Egídio, um novo título cardinalício estabelecido pelo Papa para a ocasião, que tomou posse em 11 de janeiro de 2020. No momento da sua nomeação, era o cardeal italiano mais jovem vivo.
Ele goza da estima dos expoentes da Maçonaria, em particular Gioele Magaldi, Grão-Mestre da Loja Maçônica do Grande Oriente Democrático, que em entrevista concedida exclusivamente a AdnKronos em outubro de 2020 diz dele: "entre os cardeais o que eu respeito mais é Matteo Zuppi, que entre outras coisas se casou comigo. Ele seria um excelente Papa”.
Em 24 de maio de 2022, foi nomeado pelo Papa Francisco como novo presidente da Conferência Episcopal Italiana.

## Curiosidade
- Em Bolonha, ele costuma andar de bicicleta e viver em um asilo para padres.
- Em 2006 apresentou em S. Maria in Trastevere o primeiro socioplay televisivo sobre o Cântico de Natal de Dickens dirigido por Ottavio Rosati para a RaiSat, em relação à parábola dos ricos e dos pobres no Evangelho de Lucas.[17]
- Em 2016 ele fez um discurso durante a manifestação de 1 de maio em Bolonha.
- Depois de sua criação como cardeal, o diretor e roteirista Emilio Marrese produziu O Evangelho segundo Mateus Z. - Profissão de bispo na qual colecionou os esforços feitos pelo arcebispo pelo menos.
- Em 2019, o livro Você vai odiar o seu vizinho como a si mesmo foi considerado contra o secretário da Liga, Matteo Salvini, e uma forma de fazer seu partido perder nas eleições regionais. Na realidade, o livro trata principalmente do ódio social e do ódio interno à Igreja Católica.
- Na temporada televisiva 2019-20, alternadamente com outros padres, é curador da secção As razões de esperança do programa A sua immagine da Rai 1.
- No dia 27 de outubro de 2019 foi convidado do programa Che tempo che fa, dirigido por Fabio Fazio.
- Em 25 de março de 2020, ele assina o prefácio do livro O que nos faz felizes? de Giovanni Emidio Palaia, livro publicado após o Sínodo dos Jovens.

## Brasão
No brasão existem:

- o livro do Evangelho, no qual está gravada a frase, tirada do Evangelho segundo João, "Levate oculos vestros ad messem" (Levante os olhos para a messe);
- um rio, uma reminiscência de Roma, sua cidade natal, fundada no Rio Tibre;
- a cruz com o A e o Ω, sinal de Cristo, princípio e fim de todas as coisas, presente no arco triunfal da Basílica de Santa Maria in Trastevere em Roma, onde o arcebispo viveu grande parte do seu ministério sacerdotal.

## Publicações
- Matteo Maria Zuppi: La Confessione, il perdono per cambiare, Cinisello Balsamo, Edizioni San Paolo, 2010 ISBN 978-88-215-6821-3.
- Matteo Maria Zuppi: Guarire le malattie del cuore: itinerario quaresimale, Cinisello Balsamo, Edizioni San Paolo, 2013, ISBN 978-88-215-7649-2.